# Kaulat al-Buwajdir
Kaulat al-Buwajdir (arab. كولة البويدر) – wieś w Syrii, w muhafazie Aleppo, w dystrykcie Dżabal Siman. W 2004 roku liczyła 698 mieszkańców.